# نو اسکین
نو اسکین (انگلیسی: Nu Skin) شرکت بازاریابی آمریکایی است، که در سال ۱۹۸۴ تأسیس شد.